# Alan Hawkshaw
William Alan Hawkshaw (Leeds, 27 de março de 1937 – 16 de outubro de 2021), mais conhecido como Alan Hawkshaw, foi um compositor e intérprete britânico, particularmente de temas para filmes e programas de televisão. Hawkshaw trabalhou extensivamente para a empresa de produção musical KPM nas décadas de 1960 e 1970, compondo e gravando muitas faixas de ações que foram amplamente utilizadas no cinema e na TV. Em 2016, ele foi agraciado com o título de Doutor por suas contribuições à indústria da música.
Hawkshaw é o compositor de várias músicas temáticas familiares, incluindo o Channel 4 News, Grange Hill e Countdown. No Brasil, ficou conhecido por conta de várias de suas composições tocarem como música de fundo nos seriados Chaves e Chapolin. Além disso, foi arranjador e pianista e, nos Estados Unidos, com o grupo de estúdio Love De-Luxe, conseguiu um single número 1 na parada Billboard Hot Dance Music/Club Play com "Here Comes That Sound Again" em 1979.
Ele é o pai da cantora e compositora Kirsty Hawkshaw, que foi membro do grupo de dance music Opus III de 1991 a 1995, e também trabalhou com artistas como Tiësto, Delerium, BT, Seba e Paradox.
Hawkshaw morreu em 16 de outubro de 2021, aos 84 anos de idade.

## Prêmios e indicações
| Ano  | Prêmio                                          | Categoria                         | Trabalho                                    | Resultado | Ref.  |
| ---- | ----------------------------------------------- | --------------------------------- | ------------------------------------------- | --------- | ----- |
| ?    | Academia de Artes e Ciências dos Estados Unidos | Melhor arranjo                    | "I Honestly Love You" de Olivia Newton-John | Venceu    | [ 2 ] |
| 1979 | Ivor Novello Award                              | Melhor trilha sonora em cinema    | The Silent Witness                          | Venceu    |       |
| 1991 | BASCA Awards                                    | Melhor trilha sonora em televisão | Love Hurts                                  | Indicado  |       |

## Honrarias
- Membro do "Leeds College of Music"
- 2008 - Gold Badge Award
- Doctorate for services to the industry pela Hull University and Leeds College of Music

## Discografia
| - 1969: Live in Japan - 1970: Shades of Rock - 19??-19??: - The Champ (1968) | A faixa-título ("The Champ") foi amplamente amostrada e imitada no hip hop e rock, aparecendo, entre outras faixas, em: - The D.O.C. - "Comm. Blues 2" - Onyx – "Slam" - Maestro Fresh-Wes – "Let Your Backbone Slide" (Symphony in Effect) - Redman – "Da Funk" (Whut? Thee Album) - Eric B. & Rakim – "Eric B. Is President" (Paid in Full) - KRS-One – "Step into a World" (I Got Next) - EPMD – "The Big Payback" (Unfinished Business) - Cut Chemist & DJ Shadow – "Mohawks Champ" (Brainfreeze) - Erick Sermon – "Stay Real" (No Pressure) - Guy – "Groove Me" - Breakestra – "Champ" (The Live Mix, Part 2) - Foxy Brown – "Tramp" (Chyna Doll) - Main Source – "Large Professor" (Breaking Atoms) - Keith Murray – "Get Lifted" (The Most Beautifullest Thing in This World) - King Tee – "At Your Own Risk" - Ini Kamoze – "Here Comes the Hotstepper" - Ice Cube – "Friday" - De La Soul – "Keepin' The Faith" - Edan – "Funky Rhyming" - Looptroop Rockers – "Four Elements" - Lloyd Banks – "On Fire" - Fu-Schnickens – "La Schmoove" - The Notorious B.I.G. - "Machine Gun Funk (DJ Premier Remix)" - Big Daddy Kane - "Smooth Operator" - Salt-N-Pepa - "Tramp" - Janelle Monáe - "Sincerely, Jane" - DJ Jazzy Jeff & the Fresh Prince - "Pump Up The Bass" - MC Hammer - "Pump It Up" - Marley Marl - "The Man Marley Marl" - Nas, Kam, King Tee and Candyman feat. Threat, Ice-T and Sir Mix-a-Lot - "Where Are They Now (West Coast Remix)" - T.I. feat. B.o.B.- "We Don't Get Down Like Y'all" - Whitney Houston feat. P. Diddy - "Whatchulookinat" - Two Sisters - "Pop Lock This Rock" - Queen - We Will Rock You (1991 Bonus Remix Ruined by Rick Rubin) - Migos – "Stir Fry (song)" (Culture II) |